# Костева
Костева (пол. Kosztowa) — село на Закерзонні в Польщі, у гміні Дубецько Перемишльського повіту Підкарпатського воєводства. Населення — 415 осіб (2011).

## Розташування
Село розташоване на відстані 5 кілометрів на північний захід від центру гміни села Дубецько, 32 кілометри на захід від центру повіту міста Перемишля і 31 кілометр на південний схід від центру воєводства — міста Ряшіва.

## Назва
Належить до групи присвійних назв і походить від імені «Кость».

## Історія
В XI—XIII століттях на цих землях існувало Перемишльське руське князівство зі столицею в Перемишлі, яке ввійшло до складу Галицького князівства, а пізніше Галицько-Волинського князівства.
Після захоплення цих земель Польщею територія у 1340—1772 роках Костева входила до складу Сяноцької землі Руського воєводства Королівства Польського, в 1433 році згадується як власність Миколая (сина Петра) Кміта гербу Шренява. За податковим реєстром 1515 року в селі Костова Воля (Kostowa Wola) було 2 лани (коло 50 га) оброблюваної землі, а в 1589 р. село Косчьова (Koscziowa) належало Стадницьким, було 1 і 1/2 лана (коло 37 га) оброблюваної землі та млин.
У 1772 році внаслідок першого поділу Польщі село відійшло до імперії Габсбургів і ввійшло до складу австрійської провінції Галіція.
У 1831 році у Коштовій налічувалося 289 греко-католиків парафії Бахір Бірчанського деканату Перемишльської єпархії.
Відповідно до «Географічного словника Королівства Польського» в 1883 р. Коштова (або Косьтова) знаходилась у Бжозовському повіті Королівства Галичини та Володимирії Австро-Угорщини, були 852 мешканці (зокрема 87 мешканців на землях 3 фільварків — Коштева, Ходорівка і Лясківка), з них 16 римо-католиків, 815 греко-католиків і 24 юдеї..
Село належало до 1794 року до греко-католицької парафії Бахорець, далі — до парафії Бахір Динівського деканату Перемишльської єпархії (у 1934—1947 року — Апостольської адміністрації Лемківщини). Метричні книги провадились від 1785 року.
Село знаходиться на заході Надсяння і внаслідок нацистської політики польської влади зазнало латинізації та полонізації. На 1 січня 1939 року у селі мешкало 1400 осіб, з них 730 українців, 350 поляків, 280 польських колоністів міжвоєнного періоду та 40 євреїв. Село входило до ґміни Дубецько Перемишльського повіту Львівського воєводства.
В липні 1944 року радянські війська заволоділи селом. Радянські окупанти насильно мобілізували чоловіків у Червону армію. За Люблінською угодою від 9 вересня 1944 року село опинилося в Польщі. Польським військом і бандами цивільних поляків почалися пограбування та вбивства, у квітні 1945 року банда польських шовіністів (командир — Роман Кісєль «Семп») вбила в селі щонайменше 6 українців. Українців у 1945 році добровільно-примусово виселяли в СРСР. Решту тероризували і вбивали польське військо і банди поляків, вцілілих (203 особи) було депортовано під час операції «Вісла» від 28 квітня до 10 травня 1947 року на північні понімецькі землі.
У 1975—1998 роках село належало до Перемишльського воєводства.

## Демографія
Демографічна структура станом на 31 березня 2011 року:
|          | Загалом | Допрацездатний вік | Працездатний вік | Постпрацездатний вік |
| -------- | ------- | ------------------ | ---------------- | -------------------- |
| Чоловіки | 194     | 39                 | 121              | 34                   |
| Жінки    | 221     | 52                 | 110              | 59                   |
| Разом    | 415     | 91                 | 231              | 93                   |